# Байи, Жан Сильвен
Жан Сильве́н Байи́ (иначе Бальи́, фр. Jean Sylvain Bailly; 15 сентября 1736, Париж — 12 ноября 1793, там же) — астроном и деятель Великой Французской революции, первый президент Учредительного собрания и мэр Парижа; конституционалист.

## Биография
Жан Сильвен Байи родился 15 сентября 1736 года в столице Франции Париже. Его отец был живописцем, смотрителем Лувра и автором нескольких драматических сочинений. В 16 лет Байи написал две трагедии «Clotaire» и «Tancrede». В детстве он изначально намеревался пойти по стопам отца и деда и посвятить себя искусству. Позднее под влиянием Лакайля он посвятил себя исключительно астрономии. 
После появления в 1759 году кометы Галлея он рассчитал её орбиту и в 1763 году занял место Лакайля в Академии наук. Он участвовал в сооружении обсерватории в Лувре. В 1766 году Байи опубликовал свою «Теорию спутников Юпитера», а в 1771 году — диссертацию «О неравенстве света спутников Юпитера». Его «История астрономии» (5 т., Париж., 1775—1787) привлекла всеобщее внимание, которое ещё усилилось вследствие спора, возникшего по её поводу между автором и Вольтером и побудившего философа написать «Письма о происхождении наук» (Париж, 1777) и «Письма об Атлантиде Платона» (Париж, 1779). 
Байи приобрёл высокую литературную репутацию благодаря своим хвалебным речам Карлу V Французскому, Лакайлю, Мольеру, Корнелю и Лейбницу, сборники которых выходили в 1770 и 1790 годах. Другие работы включают «Рассуждение о происхождении наук и народах Азии» (1777), «Рассуждение об Атлантиде Платона» (1779), «Трактат об индийской и восточной астрономии» (1787). Хотя его работы вызывали «всеобщее восхищение» у современников, позднейшие комментаторы отмечали, что «их эрудиция была... омрачена спекулятивными экстравагантностями». 
Байи был также выбран членом Академии надписей (1785) и Французской академии (1784); таким образом он сделался членом всех трёх Академий. В 1778 году стал иностранным членом Шведской академии наук. Байи был также масоном и входил в величайшую масонскую ложу «Девять Сестёр».

### Участие в революции

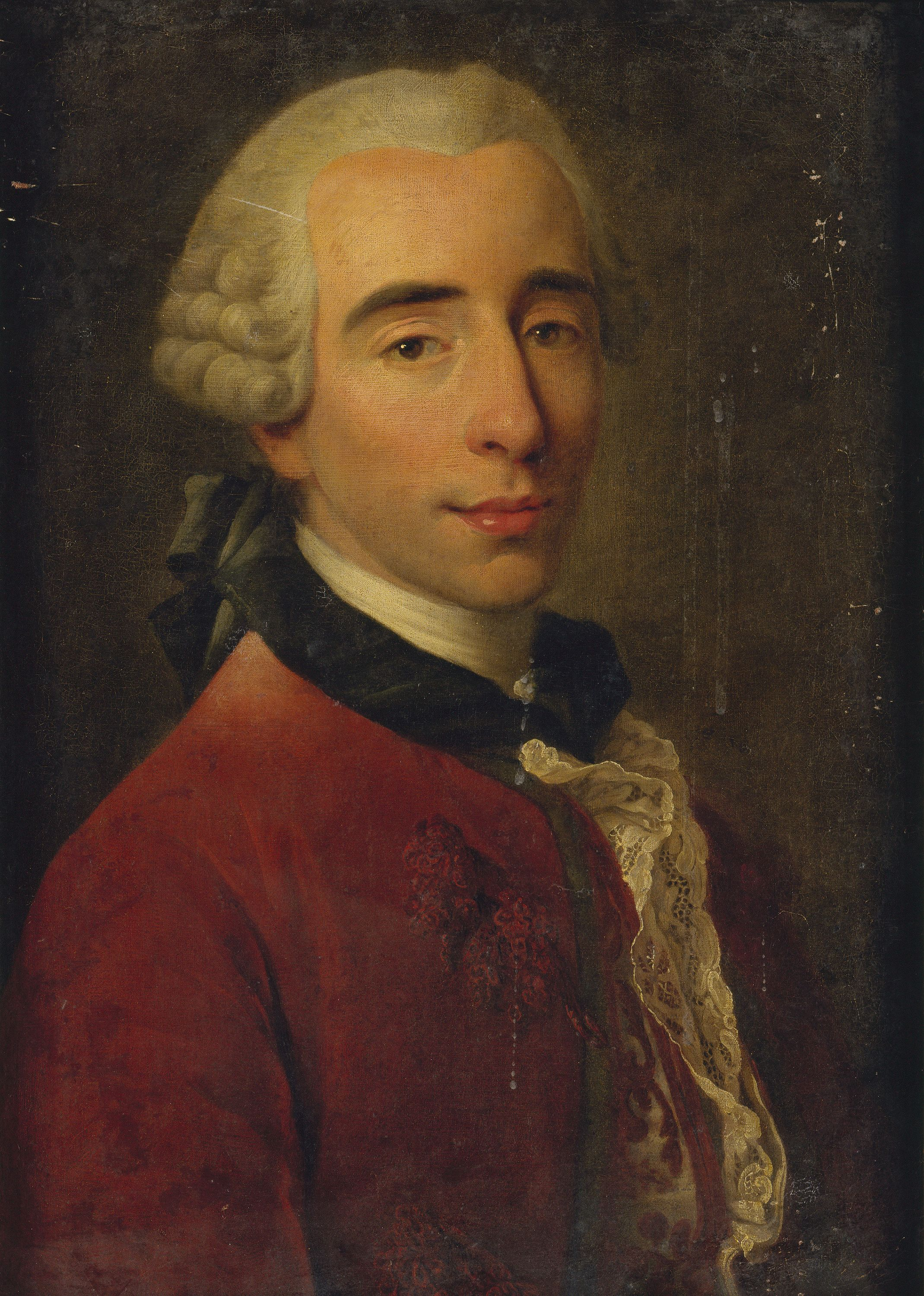
Анонимный портрет Байи

Революция вырвала его из мирной сферы и перенесла в самый центр политической жизни. Будучи депутатом Парижа, Выбранный от города Парижа депутатом третьего сословия в Генеральные Штаты 20 мая 1789 года, он стал президентом штатов, а при преобразовании их в Национальное Учредительное собрание его первым президентом (3 июня 1789 года). Именно он руководил депутатами во время клятвы в Зале для игры в мяч; на посту президента Учредительного собрания, он, перед лицом угроз и насмешек, твёрдо провёл декрет от 27 сентября 1791 года (подтвержденный 30 ноября того же года) о равноправии евреев. 
Назначенный 15 июля 1789 года, вскоре после взятия Бастилии, первым мэром Парижа в соответствии с недавно принятой системой Коммуны, он с неподкупной честностью исправлял свою должность до ноября 1791 года. Два дня спустя в Отель-де-Виль его встретил Людовик XVI; Байи подарил ему новый символ революции — трёхцветную кокарду Франции.
Постоянно стремился укреплять власть мэра, одновременно ограничивая полномочия Генеральной ассамблеи Коммуны — он планировал создать централизованное местное правительство в Париже, где все будут подчиняться ему и выполнять только его приказы, однако парижане не были в восторге от этой идеи; за чрезмерный консерватизм на посту мэра он подвергался нападкам со стороны революционных трибунов Камиля Демулена и Жана-Поля Марата.
В первые годы Французской революции Париж испытывал острую нехватку продовольствия. Действия Байи по обходу этой ситуации имели большое значение для поддержания революции. Мэр не только контролировал поставки зерна в город, но и импортировал зерно из Африки, чтобы пополнить городской резерв. К февралю 1790 года продовольственная ситуация в Париже улучшилась. 
По политической позиции он был сторонником конституционной монархии (фельяном). Байи был членом Клуба 1789 года, к маю 1790 года стал его председателем клуба. В 1791 году вступил в Якобинский клуб, но не принимал в нём активного участия.

### Отставка и казнь
Его прямое участие в расстреле Национальной гвардией антимонархической демонстрации на Марсовом поле 17 июля 1791 г. сделало его крайне непопулярным у парижан, и в ноябре того же года он был вынужден уступить пост мэра жирондисту Петиону. Байи удалился от общественной деятельности и занялся написанием мемуаров (опубликованы в 1821—1822 гг.), живя сначала в деревне, в Медёне (под Нантом).
В июле 1793 года, уже после прихода к власти якобинцев, Байи покинул Нант, чтобы присоединиться к своему другу Пьеру-Симону Лапласу в Мелёне, но там был узнан, арестован и препровождён в Париж. От него требовали дать показания против Марии-Антуанетты, но он отказался. 10 ноября 1793 года он предстал перед Революционным трибуналом в Париже, был быстро судим, уже 11 ноября приговорён к смертной казни и на следующий день казнён — гильотинирован на Марсовом поле , месте, выбранном символически как место его предательства республиканского движения. К телеге, которая везла его на смерть, был привязан маленький красный флажок, который он использовал, чтобы отдать приказ стрелять в толпу на Марсовом поле.

## Идеи

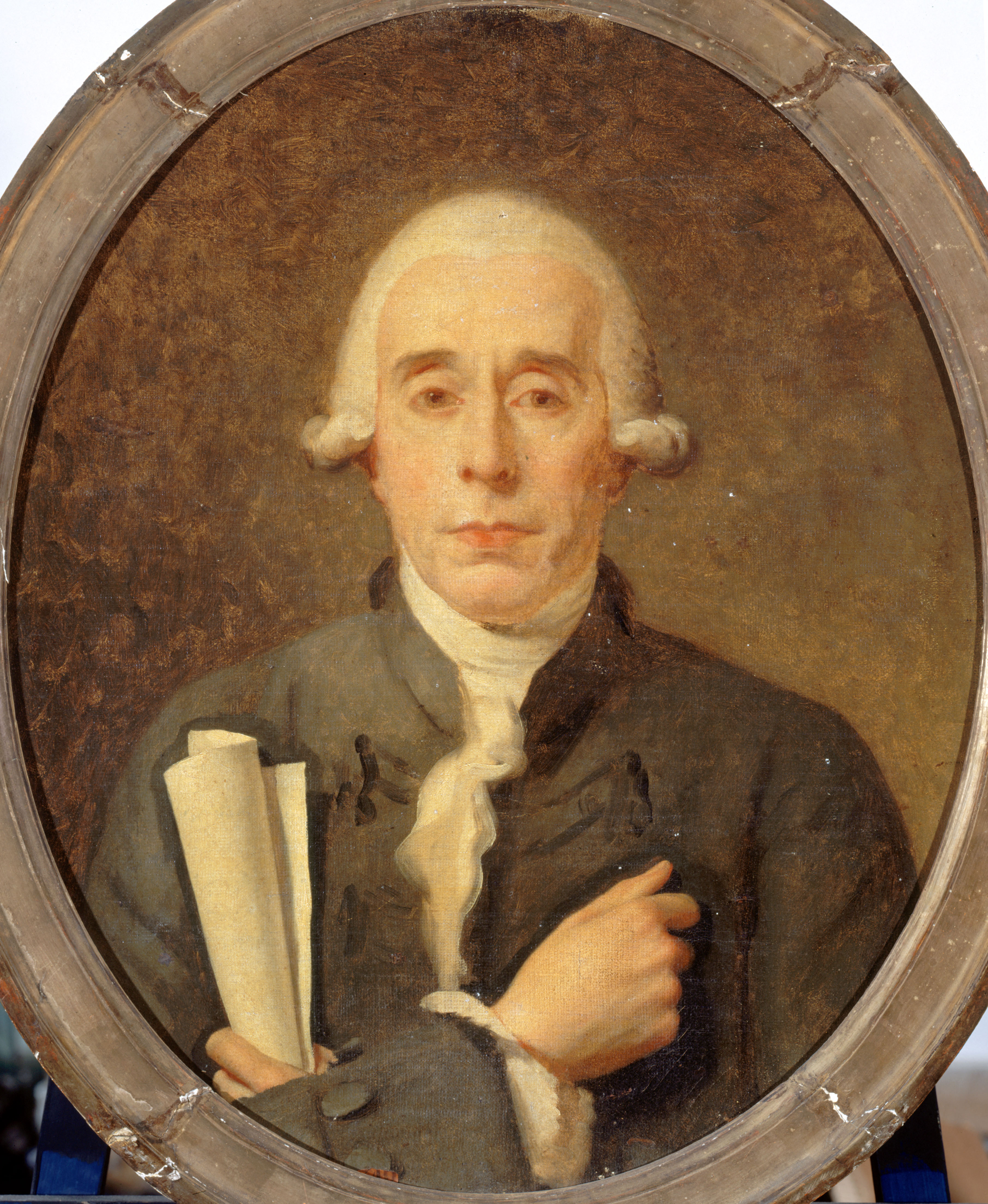
Портрет около 1790 года

Как учёный-астроном Байи был первым среди тех, кто попытался отыскать и раскрыть реальные природные корни древних сказаний, связанных с солнечным культом. Он … задолго до других исследователей указал на солярное происхождение мифа об умирающем и воскресающем боге. Такие древние божества, как египетский Осирис или сирийский Адонис, в далеком прошлом олицетворяли Солнце, которое за Полярным кругом на продолжительное время (зависящее от конкретной географической широты) скрывается за горизонтом, уступая место полярной ночи.
… Он рассчитал, что сорокадневный цикл, предшествовавший «воскрешению Осириса», соответствует солярному «умиранию и воскрешению» Солнца на северной широте 68° (которая проходит практически по центру Кольского полуострова). Байи полагал, что на Шпицбергене — в условиях райского климата, прерванного последним ледниковым периодом на Земле — проживали атланты.
В 15 письме к Вольтеру, полагая, что скифы — их потомки, он писал: «В том, что атланты пришли в сей край [Палестину], что оставили там свои установления, сомневаться просто невозможно. Скифы из-за возникшей у них перенаселенности спустились со своих гор, говорит Страбон, и напали на Понтийское царство, на Каппадокию; а Акмон, один из их предводителей, построил на границах Фермодона город, названный его именем Акмоний. Затем он вступил во Фригию и там возвел второй Акмоний. А ведь, сударь, сей Акмон приходился отцом Урану, который взял в жены Тетию, свою сестру, как мы знаем по рассказу Диодора. Итак, сей Акмон был одним из предводителей атлантов, он привел их во Фригию, и города Акмонии суть дело их рук. Вы сами видите, сударь, было ли у меня основание говорить вам, что атланты есть родоначальники финикийцев и египтян. Вместе с тем я замечаю, что сии события относятся к глубокой древности, ибо по вполне достоверным расчетам нам следует отодвинуть существование города Тира и города Фивы в Египте к 2700 г. до н. э.».